# Pascal Couchepin
Pascal Couchepin (5 de Abril de 1942, Martigny — ) é um político da Suíça.
Ele faz parte do Conselho Federal suíço desde 11 de Março de 1998.
Pascal Couchepin foi Presidente da Confederação suíça em 2003 e voltou a tomar o cargo a 1 de Janeiro de 2008.